# Соцфилэкс-77
«Соцфилэкс-77» (нем. Sozphilex 77) — название международной филателистической выставки в формате «Соцфилэкс», которая проходила в августе 1977 года в Берлине. Выставка была приурочена к 60-й годовщине Великой Октябрьской социалистической революции.

## Описание
Выставка проводилась с 19 по 28 августа 1977 года в Берлине, в выставочных залах Берлинской телебашни и помещениях культурных центров ВНР и ПНР в ГДР. На выставке было представлено более 220 экспонатов, в том числе 35 юношеских и 30 литературных. В выставке принимали участие коллекционеры из следующих стран:
- НРБ — 16 экспонатов,
- Чехословакии — 9 экспонатов и 1 вне конкурса,
- Кубы — 7 экспонатов,
- Венгрии — 15 экспонатов,
- Монголии — 2 экспоната,
- ГДР — 112 экспонатов и 11 вне конкурса,
- ПНР — 11 экспонатов и 1 вне конкурса,
- Румынии — 12 экспонатов,
- Франции (из филателистического кружка Франция—ГДР) — 5 экспонатов.

Советские филателисты представили 12 коллекций и 7 литературных экспонатов. Кроме того, в официальном классе были представлены экспонаты почтовых администраций Болгарии, Чехословакии, КНДР, Кубы, Венгрии, Монголии, ГДР, Польши, Румынии, СССР и Вьетнама.
Жюри состояло из 18 членов — по одному члену из Болгарии, Венгрии, Кубы, ПНР, СРР, остальные из ГДР и четыре наблюдателя из ГДР. Председателем жюри был К. Дюнгер (ГДР), заместителями председателя — Пауль Леттенс (СССР) и д-р Франтишек Шварц (ЧССР).
Экспонаты были разделены на следующие группы:
- основной тематический класс «60 лет Красного Октября»,
- традиционные экспонаты почтовых марок социалистических стран (специальные и исследовательские коллекции[1]),
- прочие тематические и мотивные коллекции,
- традиционные экспонаты почтовых марок остальных стран мира,
- экспонаты молодых филателистов,
- филателистическая литература[2].

На торжественном открытии выставки присутствовали государственные и общественные деятели ГДР, представители дипломатического корпуса, делегации почтовых ведомств и союзов филателистов социалистических стран.
В каталоге, продававшемся на выставке, был опубликован ряд материалов, связанных с основными темами «Соцфилэкс» и историей этих выставок.

## Награды выставки
Медалями и дипломами были награждены участники из следующих стран:
| Страна  | Золотая медаль | Позолоченная медаль | Серебряная медаль | Посеребрённая медаль | Бронзовая медаль | Диплом |
| ------- | -------------- | ------------------- | ----------------- | -------------------- | ---------------- | ------ |
| НРБ     |                |                     | 4                 | 2                    | 7                | 3      |
| ЧССР    | 1              | 1                   | 3                 | 1                    | 3                |        |
| ВНР     |                |                     | 4                 | 1                    | 4                | 6      |
| МНР     |                |                     |                   |                      |                  | 2      |
| ГДР     | 14             | 14                  | 30                | 23                   | 27               | 7      |
| ПНР     | 1              | 4                   | 2                 | 2                    | 2                |        |
| СРР     | 2              | 3                   | 1                 | 3                    | 2                | 1      |
| СССР    | 2              | 2                   | 10                | 3                    | 9                |        |
| Франция |                | 2                   | 1                 |                      | 2                |        |
| Куба    |                | 1                   | 2                 | 1                    | 3                |        |

Награды в тематическом классе
- «Большой приз» и золотая медаль в основном тематическом классе «60 лет Красного Октября» присуждены В. В. Снегирёву за коллекцию «Страницы советской внешней политики 1917—1941 гг.».
- «Специальный приз» и золотую медаль в классе «Специальные и исследовательские коллекции» получил Лотхар Бюссер из ГДР за коллекцию «Германская Демократическая Республика».
- Приз в классе «Тематические и мотивные коллекции» получил Думитру Пасселга (СРР) за коллекцию «Румынские марки и штемпеля с 1859 по 1866 гг.».
- Приз, учреждённый правлением Всесоюзного общества филателистов (ВОФ), был вручён Георгу Кречмеру (ГДР)[1].

- Золотые медали получили следующие экспонаты:
  - коллекция Ю. С. Лурье (Москва) «1418 дней и ночей»[5],
  - коллекция Дитера Бергкана (ГДР) «Первая мировая война»,[1]
  - коллекция З. Грнчире (ЧССР) «No pasaran»,
  - коллекция Яромира Гвижде (чеш. Jaromír Hviždě) «Лицо фашизма и его поражение»[2].
- Серебряные медали получили следующие экспонаты:
  - коллекция В. Л. Батиевского (Минск),
  - коллекция К. А. Бернгарда, Н. С. Робцера и О. В. Форафонтова (Москва),
  - коллекция Д. И. Лысогорова (Ленинград),
  - коллекция Г. В. Брынских (Ульяновск)[1].
- Посеребрённые медали получили следующие экспонаты:
  - коллекция А. В. Богдановского и Л. Е. Китаина (Москва)[1].

Награды в литературном классе
- Позолоченных медалей удостоены:
  - Сборник «Советский коллекционер» № 13 и 14,
  - В. А. Якобс за работу «Специальные почтовые штемпеля СССР 1922—1972 гг.»[1].
- Серебряных медалей удостоены:
  - Е. С. Войханский за работу «Почтовые марки Азербайджана 1919—1923 гг.»,
  - С. М. Блехман за работу «История почты и знаки почтовой оплаты Тувы»,
  - И. Я. Левитас за работу «Филателия школьникам»,
  - Б. Н. Усачёв за работу «Наглядное пособие для филателистов»[1].
- Посеребрённой медали удостоен:
  - В. А. Орлов за каталог-справочник «Флот нашей родины»[1].

Две работы оценены бронзовыми медалями.
В юношеском классе победу одержал кружок юных филателистов из школы Коменского в Бурге (ГДР) за коллекцию «Свободная немецкая молодёжь — соавтор коммунистического будущего».
На торжественном заключительном заседании жюри (пальмарес) ВОФ была вручена памятная плакета «Соцфилэкс-77».

## Совещание редакторов
В ходе выставки было организовано совещание редакторов филателистических журналов соцстран, в котором приняли участие главные редакторы следующих периодических изданий:
- журнала «Филателие семле» (венг. «Filatéliai Szemie»; ВНР) — Михай Фийо,
- журнала «Заммлер экспресс» (нем. «Sammler Express»; ГДР) — Генри Хаманн,
- журнала «Филателен преглед» (НРБ) — Иван Костов,
- журнала «Филателиста» (пол. «Filatelista»; ПНР) — Веслава Кавецка,
- журнала «Филателие» (рум. «Filatelie»; СРР) — Георгий Аджиу,
- журнала «Филателия СССР» — Игорь Чехов,
- журнала «Филателие» (чеш. «Filatelie»; ЧССР) — Витезлав Гоушка.

Кроме того, на этой встрече присутствовали другие представители со стороны ГДР:
- директор издательства «Трансферлаг» Пауль Кайзер,
- главный редактор группы журналов издательства Макс Кинце,
- член правления Союза филателистов ГДР (нем. Philatelistenverband der DDR) Вольфганг Гуденшвагер,
- руководитель редакции каталога «Липсия» Гюнтер Шпаршу,
- заместитель главного редактора журнала «Заммлер экспресс» Элизабет Манке.

В подписанной участниками совещания памятной записке предлагалось:
Поскольку в наши дни борьба за укрепление мира отвечает мыслям и чаяниям всех честных людей планеты, год 1978-й провести в филателистических журналах под лозунгом «Филателия служит миру».<…>

Мы единодушно осуждаем милитаристскую политику Соединённых Штатов Америки и призываем бороться за прекращение распространения ядерного оружия, покончить с разработкой новых видов оружия массового уничтожения.
Темы сотрудничества между журналами братских стран и борьбы за мир прозвучали в выступлениях отдельных участников встречи. Например, Иван Костов вспомнил об истории проведения заседаний в подобном формате и сказал:
С 1971 года я принимаю участие во всех совещаниях редакторов наших филателистических изданий. На первых порах мы лишь знакомились с работой друг друга, а после встречи в Софии [в 1972 году] стали проводить общие мероприятия, которые помогают укреплять связи филателистов социалистических стран.<…>

На заре Великого Октября В. И. Ленин призвал все народы, все страны жить в мире и сотрудничестве. Последние годы были ознаменованы значительными успехами в деле укрепления мира, однако некоторые западные страны, прежде всего Соединённые Штаты Америки, хотят отбросить мир назад, к периоду холодной войны, угрожают атомным оружием, нейтронной бомбой.<…>

## «Соцфилэкс-77» в филателии
Почтовое ведомство ГДР подготовило к выставке три специальных марки, две из которых вышли в малых листах по четыре штуки, почтовый блок, три маркированные почтовые карточки и оригинальный ярлык для заказных писем. В почтовом отделении при выставке применялись специальные почтовые штемпели пяти разных рисунков, а также машинный штемпель с надписью и эмблемой выставки. Вместе с входным билетом на выставке продавался впервые изданный в ГДР так называемый чернодрук почтового блока «Соцфилэкс-77», сделанного сравнительно небольшим тиражом с оригинального клише.
Кроме этого, почтовые администрации других социалистических стран-участниц, в том числе СССР, Болгарии, Венгрии, Польши, Румынии, Чехословакии, также выпустили в ознаменование выставки марки, цельные вещи и специальные штемпели.
| Перечень почтовых марок, посвящённых выставке «Соцфилэкс-77» | Перечень почтовых марок, посвящённых выставке «Соцфилэкс-77» | Перечень почтовых марок, посвящённых выставке «Соцфилэкс-77»              |
| Страна                                                       | Номер по каталогу «Михель»                                   | Сюжет                                                                     |
| ------------------------------------------------------------ | ------------------------------------------------------------ | ------------------------------------------------------------------------- |
| Болгария                                                     | 2617                                                         | Телебашни в Софии и Берлине                                               |
| Венгрия                                                      | 3208                                                         | Почтовая марка ГДР (Mi #603) и герб Берлина                               |
| Венгрия                                                      | 3209                                                         | Эмблема выставки                                                          |
| ГДР                                                          | 2170                                                         | Берлинская телебашня, излучающая радиоволны                               |
| ГДР                                                          | 2247                                                         | «Хлеб для всех» (фрагмент картины Вольфрама Шуберта, 1926)                |
| ГДР                                                          | 2248                                                         | «…когда коммунисты мечтают» (фрагмент картины Вальтера Вомаки, 1926)      |
| ГДР                                                          | Block48                                                      | «Гимн демократической молодёжи мира» (картина Лотаря Цицманна, 1924—1977) |

## Интересные факты
Московский коллекционер Юлий Лурье был удостоен на этой выставке золотой медали и позднее описал следующую историю, связанную с его коллекцией автографов на филателистических сувенирах:
В 1977 году в Берлине проходила Международная филателистическая выставка. В числе других советских участников на неё готовил свой экспонат «1418 дней и ночей» и я. Хотелось представить что-то новое, впечатляющее. Таким показался конверт из ГДР, где на марках Л. И. Брежнев и Э. Хонеккер пожимают друг другу руки. Но еще лучше, если на конверте будут их автографы, подумал я. Решил написать письмо в ЦК СЕПГ.

Примерно через месяц-полтора получаю пакет из ГДР с автографом на конверте, одновременно большую фотографию Эриха Хонеккера тоже с личной его подписью и датой. Теперь, как мне показалось, осталось простое: обратиться к Л. И. Брежневу. Попытки поговорить по телефону с сотрудниками ЦК ни к чему не привели: посылали меня по кругу в разные отделы. Наконец, попал на телефон к В. Н. Филатову, начальнику приемной. Владимир Николаевич после короткого моего вступления сказал: «Привозите конверт». А дней через 10 звонят из ЦК и просят приехать на Новую площадь. Приехал к Филатову, он подает мне конверт с автографом Брежнева, сказав при этом, что Леонид Ильич с удовольствием поставил свою подпись и пожелал успеха на выставке. Моя экспозиция получила золотую медаль. Не обошла вниманием это событие и немецкая пресса.